# 두곡항
두곡항(斗谷港)은 경상남도 남해군 남면 당항리, 두곡마을 인근에 있는 어항이다. 2002년 8월 6일 어촌정주어항으로 지정하여 관리하고 있다. 시설관리자는 남해군수이다.

## 어항 연혁
- 예부터 쇠를 불리던 곳이라 하여“전동” 또는 “점동”이라 불러 왔으나, 조선조말 고종때 두곡(斗谷)으로 불리어 왔다.

## 어항 시설
- 방파제L=77m, B=5.5m, 호안 L=44m, B=4.0m

## 주요 어종
- 노래미, 도다리, 해삼, 문어, 낙지 등